# Mol Valk
Simon (Mol) Valk (Rotterdam, 14 oktober 1912 - aldaar, 5 oktober 1992) was een Nederlandse verzetsstrijder van Joodse afkomst tijdens de Tweede Wereldoorlog. Hij was administrateur bij afdeling Bergen op Zoom van de Landelijke Organisatie voor Hulp aan Onderduikers.

## Levensloop
Valk werd geboren in een Joods gezin in het Oude Noorden van Rotterdam. Hij was de jongste van zes kinderen. Hij volgde de hbs, waarna hij werk vond bij een internationale tabaksgroothandel. Mol dreef veel handel met Bremen en Hamburg waardoor hij goed Duits leerde spreken. Tijdens zijn militaire dienst werd hij in Kampen gestationeerd. Hij volgde een opleiding tot reserveofficier van het Korps Militaire Administratie. In Kampen leerde hij ook zijn eerste vrouw kennen, de dochter van de eigenaar van een zuivelfabriek en van niet-Joodse afkomst. Na de voltooiing van zijn dienstplicht verhuisde het stel naar Den Haag, waar Mol werk vond bij RVS Verzekeringen.
Tijdens de meidagen van 1940 was Mol ondergebracht bij de afdeling "Schipbruggentrein" van de genie. Hij vocht mee in de strijd rond vliegveld Ypenburg, waar Duitse parachutisten waren geland. Na de verloren slag keerde Mol weer terug bij RVS Verzekeringen. In 1941 werd hij daar ontslagen op basis van zijn Joods-zijn. Collega's hielpen hem vervolgens aan een baan als assistent-accountant, waardoor er wel geld bleef binnen komen. Mol zelf liet zich in juli 1942 dopen bij de Remonstrantse gemeente in Den Haag om aan deportatie te ontkomen. Of dat iets had uitgemaakt is maar de vraag. Belangrijker was waarschijnlijk zijn huwelijk met een niet-Joodse vrouw waardoor Mol relatief veilig was. Hij hoefde zelfs geen Jodenster te dragen. Dat gold niet voor zijn ouders die beiden in de zeventig waren. Zij zagen het niet zitten om onder te duiken, werden thuis opgehaald door de politie en vonden op 15 oktober 1942 de dood in Auschwitz.
Mol moest in april 1943 alsnog onderduiken omdat alle Nederlandse legerofficieren zich moesten melden voor krijgsgevangenschap. George Diepen had in dezelfde legerafdeling gediend en hielp Mol aan een onderduikplek bij zijn broer Frits in het oosten van Noord-Brabant. Frits Diepen was districtsleider voor de Landelijke Organisatie voor Hulp aan Onderduikers in de omgeving van Bergen op Zoom. Het verzet in Noord-Brabant-West werd gecoördineerd vanuit Diepens Ford-garage. Hij zocht een goede administrateur en had die in Mol gevonden. Mol werd verantwoordelijk voor het bijhouden van de illegale administratie wat betreft de levering van geld en bonkaarten aan onderduikers en hun gastheren. De administratie was gecodeerd. Diepens garage verrichtte ook veel reparaties voor de Wehrmacht. Mol moest meestal de ongeduldige soldaten te woord staan omdat hij het best van iedereen de Duitse taal beheerste.
Bergen op Zoom werd op 27 oktober 1944 bevrijd door de geallieerden. Tijdens een feestbijeenkomst leerde Mol de koerierster Thea Le Cointre kennen, dochter van de plaatselijke gereformeerde predikant. Mol scheidde een jaar later van zijn eerste vrouw, met wie hij een zoon had, en trouwde met Le Cointre. Zij kregen samen twee kinderen
Frits Diepen kocht na de oorlog vliegveld Ypenburg. Mol ging voor hem werken als secretaris. In 1949 ging Mol in op een aanbod van zijn broer Maurits, het enige andere lid van het gezin die de oorlog overleefd had, om zijn zakenpartner te worden. Maurits had een bedrijf in kurkproducten.